# Юфу
Юфу (яп. 由布市, Юфу-ші) — місто в Японії, у префектурі Ойта.

## Географія
Розташування
Місто знаходиться на острові Кюсю, у префектурі Ойта. Площа 319,32 км². Місто оточене такими горами як Юфудаке, Шірогатаке, Токіяма.
Через місто протікають річки Ойта (її води використовуються для фермерства), Юфу й Івакі. Також Юфу відома своїми термальними водами.
Сусідні міста: Ойта, Беппу, Уса, Кусу, Такета, Кудзю.
Клімат
| Клімат Юфу                                          | Клімат Юфу | Клімат Юфу | Клімат Юфу | Клімат Юфу | Клімат Юфу | Клімат Юфу | Клімат Юфу | Клімат Юфу | Клімат Юфу | Клімат Юфу | Клімат Юфу | Клімат Юфу | Клімат Юфу |
| Показник                                            | Січ.       | Лют.       | Бер.       | Квіт.      | Трав.      | Черв.      | Лип.       | Серп.      | Вер.       | Жовт.      | Лист.      | Груд.      | Рік        |
| Абсолютний максимум, °C                             | 19,6       | 23,5       | 24,3       | 28,1       | 31,4       | 32,5       | 35,5       | 35,9       | 32,8       | 29,9       | 26,1       | 20,3       | 35,9       |
| Середній максимум, °C                               | 7,0        | 8,6        | 12,3       | 18,3       | 22,6       | 25,3       | 28,9       | 29,5       | 25,8       | 20,7       | 15,3       | 9,7        | 18,67      |
| Середній мінімум, °C                                | −2,5       | −1,7       | 1,0        | 5,4        | 10,7       | 15,9       | 20,0       | 20,1       | 16,3       | 9,3        | 3,8        | −1         | 8,11       |
| Абсолютний мінімум, °C                              | −12,3      | −13,2      | −10,1      | −4,9       | −0,6       | 5,8        | 10,7       | 12,0       | 3,8        | −1,6       | −5,2       | −9,9       | −13,2      |
| Середня кількість сонячних годин на місяць          | 102,4      | 118,2      | 138,4      | 172,2      | 178,9      | 133,4      | 149,9      | 156,2      | 126,0      | 138,2      | 120,7      | 113,8      | 1648,3     |
| Норма опадів, мм                                    | 56.9       | 76.2       | 125.7      | 131.5      | 170.7      | 340.6      | 353.9      | 240.7      | 236.4      | 101.8      | 70.7       | 44.9       | 1950       |
| --------------------------------------------------- | ---------- | ---------- | ---------- | ---------- | ---------- | ---------- | ---------- | ---------- | ---------- | ---------- | ---------- | ---------- | ---------- |
| Джерело: Метеорологічне управління Японії (рекорди) |            |            |            |            |            |            |            |            |            |            |            |            |            |

## Символіка
Символи міста: Quercus glauca (японський синій дуб), космея, Cettia diphone (Справжня короткокрилая очеретянка).

## Населення
Станом на 31 березня 2017 року населення Юфу становить 33 829 особи. Густота населення 106 ос./км². Нижче приведена діаграма зміни чисельності населення міста за даними переписів Японії.